# Lowsonara
× Lowsonara, (abreviado Lwnra) en el comercio, es un híbrido intergenérico entre los géneros de orquídeas Aerides × Ascocentrum × Rhynchostylis. Fue publicado en Orchid Rev. 85(1004) cppo: 10 (1977).